# Settimio Arturo Ferrazzetta
Settimio Arturo Ferrazzetta OFM (* 8. Dezember 1924 in Selva di Progno, Provinz Verona; † 27. Januar 1999) war ein italienischer römisch-katholischer Ordensgeistlicher und Bischof von Bissau in Guinea-Bissau.

## Leben
Settimio Arturo Ferrazzetta trat der Ordensgemeinschaft der Franziskaner bei und empfing am 1. Juli 1951 das Sakrament der Priesterweihe.
Am 21. März 1977 ernannte ihn Papst Paul VI. zum Bischof von Bissau. Der Apostolische Delegat in Guinea-Bissau, Erzbischof Luigi Barbarito, spendete ihm am 19. Juni desselben Jahres in der Kathedrale von Bissau die Bischofsweihe; Mitkonsekratoren waren der Bischof von Ziguinchor, Augustin Sagna, und der Bischof von Saint-Louis du Sénégal, Pierre Sagna CSSp.